# K리그 대상
K리그 대상(K League Award), 2022년 기준 공식 명칭은 하나원큐 K리그 2022 대상 시상식으로 대한민국의 프로축구 리그인 K리그에서 한 시즌 동안 활약한 인물들에게 매 시즌 직후 각 부문별로 시상하는 K리그의 공식 시상식이다.

### 시상식 행사 개요
| 시즌 | 방송사            | 사회           | 후원         |
| ---- | ----------------- | -------------- | ------------ |
| 2014 | MBC               | 이성배, 이재은 | 현대오일뱅크 |
| 2015 | KBS 1TV           | 이광용, 이승현 | 현대오일뱅크 |
| 2016 | KBS 1TV           | 이재후, 정지원 | 현대오일뱅크 |
| 2017 | KBS N 스포츠      |                | KEB 하나은행 |
| 2018 | KBS N 스포츠      | 신승준, 조은지 | KEB 하나은행 |
| 2019 | JTBC3 폭스 스포츠 | 임경진, 정순주 | KEB 하나은행 |

## 같이 보기
- K리그 최우수선수상
- K리그 영플레이어상
- K리그 득점상
- K리그 도움상
- K리그 감독상
- K리그 베스트 11